# Đa Lâu vương
Đa Lâu Vương của Bách Tế (28–77), không rõ năm sinh, mất vào năm 77. Ông là vị quốc vương thứ hai của Bách Tế - một trong ba quốc gia thời Tam quốc Triều Tiên.

## Tiểu Sử
Đa Lâu Vương là con trai của vua Ôn Tộ, được phong làm người kế thừa ngai vàng của Ôn Tộ lúc 10 tuổi. Sau khi Ôn Tộ mất, ông lên làm vua kế vị phụ vương.
Theo sách "Tam quốc sử ký", Đa Lâu Vương cho khuyến khích việc nông nghiệp, mở rộng việc khai hoang đất đai xuống phía Nam. Vào năm 38, ông cấm dân không được sản xuất rượu cồn lên men, vì việc gặt hái còn nghèo nàn, làm như thế sẽ gây thiệt cho sản lượng nông nghiệp.
Cũng trong sách sử đó đã kể lại trận chiến của Đa Lâu Vương suốt thời gian ông trị vì chống lại nước Mạt Hạt. Nước ấy vốn trước đây là một man tộc phụ thuộc vào triều đại Phù Dư, sau tự tách làm nước độc lập, đánh phá các nơi. Tộc ấy ở miền Đông Bắc Trung Quốc, là tổ tiên của tộc Nữ Chân (bộ tộc đã thành lập nên nhà Kim và nhà Mãn Thanh sau này). Lãnh thổ của nước Mạt Hạt rộng lớn, nằm trên tỉnh Mãn Châu ngày nay, và diện tích lãnh thổ của họ cũng gần bằng tỉnh Mãn Châu. Mạt Hạt thường không chỉ quấy nhiễu Cao Cấu Ly, mà còn đem quân quấy nhiễu Tân La, và cả Bách Tế nữa. Đa Lâu Vương phải ra sức đánh dẹp người Mạt Hạt nhưng họ luôn dai dẳng tấn công vào Bách Tế.
Trong 2 năm 30 và 31, Đa Lâu Vương đã mở 1 trận đánh ác liệt với Mạt Hạt và đã thắng lớn. Đến năm 55, Mạt Hạt lại tấn công phía Bắc, vua phải cho quân lên phía Bắc chống giữ, và năm 56, vua cho dựng Ngâu Cốc thành (牛谷城) để làm nơi tập trung quân đội chống lại Mạt Hạt ở phía Bắc đất nước.
Năm 63, vì không rõ nguyên nhân gì, Bách Tế và Tân La thù địch với nhau. Năm 64, Đa Lâu Vương sai quân tấn công nước Tân La, tiến chiếm pháo đài Jusan của Tân La. Nhưng sau đó, Tân La đã phản công, đánh bại quân Bách Tế tại pháo đài Guyang. Đến năm 66, Đa Lâu Vương lại đánh Tân La lần nữa, chiếm lấy Oa Sơn thành (蛙山城). Quân đội Bách Tế chiếm giữ thành này từ năm 66 đến năm 75, sau đó Tân La đánh thắng và lấy lại Oa Sơn.
Năm 77, Đa Lâu Vương băng hà. Người kế vị ông là Kỷ Lâu Vương (77–128).